# Сезонная еда
Сезонная еда — понятие, относящееся к времени года, когда приходится пик изобилия данного вида продуктов, его созревание или других причин. Это обычно время, когда данный продукт продаётся дешевле всего и является наисвежайшим. Впрочем, бывают и исключения: например, сладкий картофель, который становится лучше через некоторое время после сбора урожая.
Широко известны сезоны арбузов, дынь, мидий, молодого вина и так далее.

## Значимость
Есть разные точки зрения на то, сколько сезонных продуктов следует употреблять. В 2008 году шеф-повар Гордон Рамзи заявил, что рестораны следует штрафовать за использование несезонных продуктов. В сентябре и октябре 2008 года Валентайн Уорнер представил программу для BBC Two, под названием «Что есть сейчас», побуждая людей потреблять больше сезонных продуктов.